# Paws of the Bear
Paws of the Bear  è un film muto del 1917 diretto da Reginald Barker.

## Trama
Olga Raminoff è un'agente russa: allo scoppio della guerra, mentre si trova in Belgio, spara a un generale tedesco. La donna viene protetta da Ray Bourke, un turista americano, ma va a finire che entrambi sono condannati a morte. Salvati in extremis per mezzo di un aereo alleato, Ray - confinato a casa - incontra un vecchio amico di università, Curt Schreiber, che lavora per il governo tedesco. Dovendo portare a Washington alcuni importanti documenti, Schreiber - per evitare che glieli rubino durante il viaggio - li affida a Ray. Olga, venuta a conoscenza del fatto, cerca di farseli consegnare da Ray che, però, non ha intenzione di tradire la parola data all'amico. A bordo della nave che li sta portando in America, Ray promette a Olga che le consegnerà le carte se lei acconsentirà a sposarlo. Dopo il matrimonio, la coppia si stabilisce nella tenuta di Ray dove, poco tempo dopo, giunge in visita Schreiber. Il tedesco, aprendo una borsa che gli è stata data in prestito, vi trova dentro, come per caso, le sue carte. Ray è riuscito tener fede alla sua parola senza violare la promessa che aveva fatto ad Olga.

## Produzione
Il film fu prodotto dalla Kay-Bee Pictures. Si ipotizza che le scene della prima parte del film includessero riprese con la distruzione dei set tratte da Civilization, una precedente produzione di Ince.

## Distribuzione
Distribuito dalla Triangle Distributing, il film uscì nelle sale cinematografiche degli Stati Uniti il 17 giugno 1917.
Non si conoscono copie ancora esistenti della pellicola che viene considerata presumibilmente perduta.